# Daniel Švédský
Princ Daniel Švédský, vévoda västergötlandský (švédsky Hans Kunglig Höghet Daniel, Prins av Sverige, Hertig av Västergötland, dříve:  Olof Daniel Westling; * 15. září 1973, Örebro) je manžel švédské korunní princezny Viktorie.

## Dětství, studia a následná léta
Narodil se v Örebro v den, kdy se jeho tchán Karel XVI. Gustav stal švédským králem. Dětství si prožil v Ockelbo, kde žil spolu s rodiči Ollem a Evou a sestrou Annou.
Poté, co ukončil školu, krátce sloužil v Hälsinglandském regimentu v Gävle. Před sňatkem byl osobním trenérem a vlastníkem společnosti, která provozovala fitness centra.
Mezi Danielovy záliby patří např. lyžování nebo golf, ale zajímá se také o sociální otázky. Princ si také rád zajde do divadla.
Od podzimu 2011 Daniel pokračuje ve studiích fyziologie na Institut Karolinska.

## Setkání a vztah s Viktorií
Daniel a Viktoria se poprvé setkali v roce 2001 ve stockholmském fitness centru, kde Daniel pracoval jako trenér. Údajnou iniciátorkou tohoto setkání měla být princeznina mladší sestra Madeleine. Nedlouho potom se stal Daniel osobním trenérem korunní princezny. Pár se snažil jejich vztah držet v tajnosti, to ovšem skončilo, když v květnu 2002 švédský deník Expressen jejich vztah zveřejnil. Pro Daniela bylo těžké vyrovnat se se ztrátou soukromí a vědomím že je pronásledován na každém kroku. Dokonce byl vyfotografován policejní kamerou, jak jede na červenou ve snaze uniknout nenechavým paparazzi. V červenci 2008 se přestěhoval do královského paláce Drottningholm, což také potvrdil královský palác.

## Zasnoubení a manželství
S jejich sňatkem dlouho nesouhlasil princeznin otec, král Karel XVI. Gustav. Nakonec však Viktorie jeho odpor zlomila a obdržela svolení ke svatbě jak od svého královského otce, tak od švédské vlády. Toto povolení bylo nezbytné, aby Viktorie nepřišla o svůj nárok na trůn.
Před svatbou podstoupil kvůli vrozené vadě (ne však dědičné) úspěšnou transplantaci ledviny, dárcem byl jeho otec Olle.
Svatba se konala ve stockholmské katedrále dne 19. června 2010, v den 34. výročí svatby Viktoriiných rodičů. Stejné svatební datum jako oni si v historii švédské královské rodiny vybral např. král Oskar I. a vévodkyně Josefína z Leuchtenbergu v roce 1823, dalším párem byl pak jejich nejstarší syn Karel XV. a jeho manželka nizozemská princezna Luisa v roce 1850.
Ani rok svatby nebyl náhodně vybraný, rok 2010 byl totiž pro švédskou královskou dynastii Bernadotte jubilejní. Uplynulo totiž 200 let od doby, kdy byl Jean Baptiste Bernadotte zvolen švédským korunním princem.

## Rodinný život

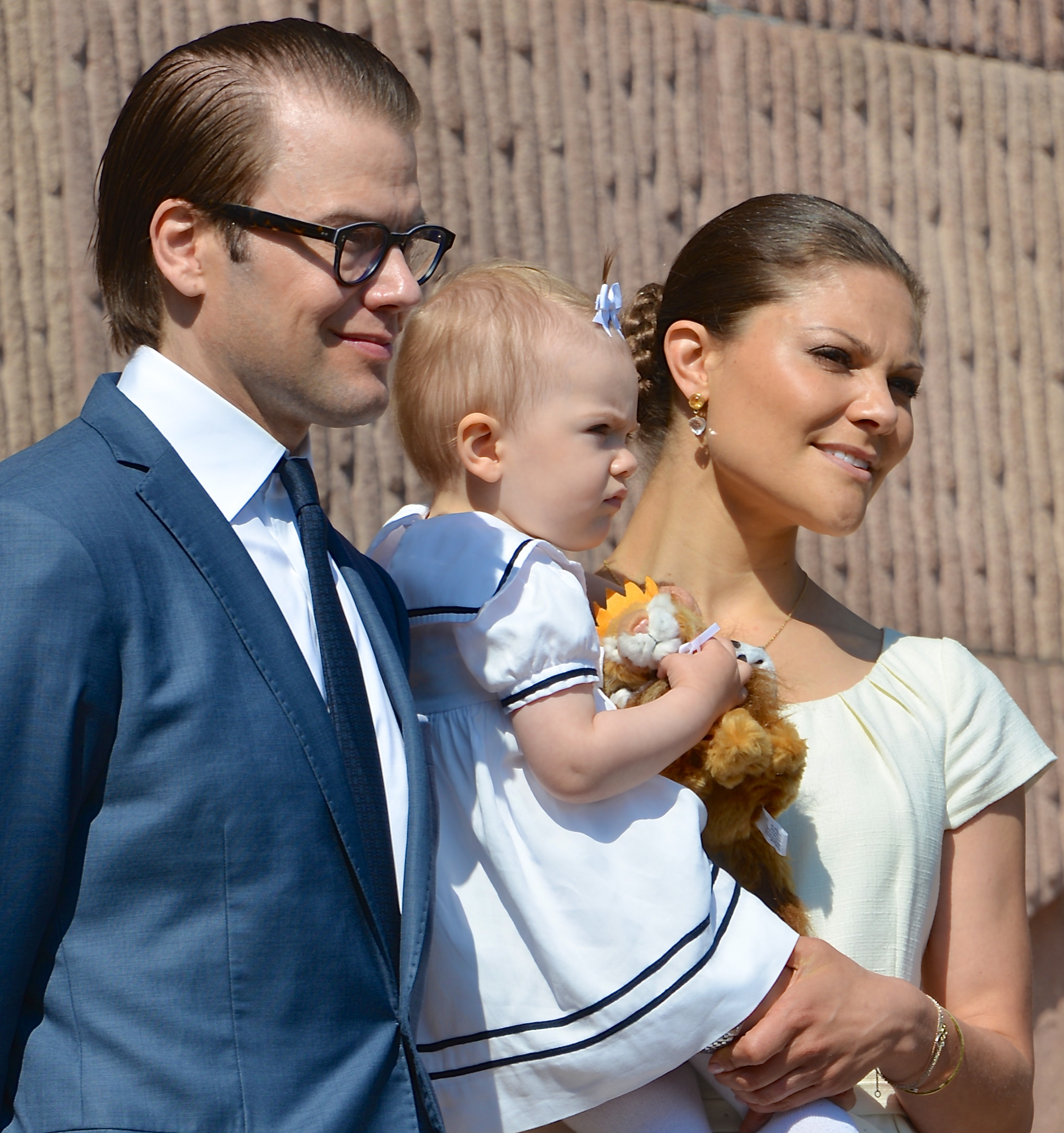
Korunní princezna Viktorie a princ Daniel s dcerou Estelle, červen 2013

Po svatbě obdržel Daniel titul Jeho Královská Výsost Princ Daniel Švédský, vévoda västergötlandský.
Jako svatební dar obdrželi novomanželé Hagský palác, kam se také po svatbě přestěhovali.
Ještě před svatbou média diskutovala a zpochybňovala, jestli bude mladý švédský korunní pár schopen zplodit potomka a zajistit tak dalšího dědice trůnu. Důvodem toho byla Viktoriina dřívější anorexie a Danielovo onemocnění ledvin.
Všechna tato tvrzení ale vyvrátilo oznámení švédského královského dvora, když 17. srpna 2011 dvůr oznámil, že Viktorie je těhotná a své první dítě by měla porodit v březnu 2012.
Dne 23. února 2012 Korunní princezna Victoria porodila první dítě – dceru, která dostala jméno Estelle, která se stala po své matce druhá v pořadí následnictví na švédský trůn. Ve středu 2. března 2016 ve 20:28 přišel na svět druhý potomek – syn Oscar Carl Olof.

## Královské povinnosti
Jakožto člen švédské královské rodiny má i on své oficiální funkce, a to jak samostatně, tak spolu s korunní princeznou Victorií.

### Tituly
- 15. září 1973 – 19. června 2010:  Pan Daniel Westling
- 19. června 2010 – současnost: Jeho Královská Výsost Princ Daniel Švédský, vévoda västergötlandský

### Vyznamenání

#### Národní vyznamenání
- rytíř Řádu Serafínů – 19. června 2010[1]
- komtur Řádu polární hvězdy – 2013

#### Zahraniční vyznamenání
- Řád kříže země Panny Marie I. třídy – Estonsko, 12. ledna 2011[2]
- velkokříž Řádu bílé růže – Finsko, 17. dubna 2012
- Medaile nástupu na trůn krále Viléma Alexandra – Nizozemsko, 30. dubna 2013
- velkodůstojník Národního řádu za zásluhy – Tunisko, 4. listopadu 2015
- velkokříž Řádu Bernarda O'Higginse – Chile, 10. května 2016
- velkokříž Řádu islandského sokola – Island, 17. ledna 2018[3]
- velkokříž Řádu zásluh o Italskou republiku – Itálie, 2. listopadu 2018[4]
- Řád za zásluhy v diplomatických službách I. vyšší třídy – Jižní Korea, 14. června 2019